# Enéas de Paris
Enéas de Paris ou Eneias de Paris (em latim: Aeneas Parisiensis ou Æneas Parisiensis; m. 27 de dezembro de 870) foi bispo de Paris entre 858 e 870. É conhecido principalmente por ser o autor de um dos controversos tratados contra os bizantinos ("gregos") citados pelas cartas encíclicas de Fócio. Sua completa "Liber adversus Græcos" trata da processão do Espírito Santo, do casamento do clero, dos jejuns, do batismo infantil (consignatio infantium), da tonsura, da primazia romana e da elevação de diáconos para a sé de Roma. Para terminar, ele declara que as acusações apresentadas pelos bizantinos contra os latinos são "questões supérfluas relacionadas mais a assuntos seculares que espirituais".
A obra é principalmente uma coleção de citações ou "sentenças" de Padres da Igreja, latinos e gregos, sendo as frases destes traduções de Enéas. 
Em sua "Epistola tractoria ad Wenilonem", escrita em 856 durante a controvérsia da predestinação, Prudêncio de Troyes vincula sua aprovação à ordenação Enéas como bispo de Paris à sua subscrição a quatro artigos que favorecem a dupla predestinação.

## Atribuição
- Este artigo se utiliza de informações do artigo Aeneas of Paris da Schaff-Herzog Encyclopedia of Religious Knowledge, de 1914, que está em domínio público.